# Мыльнянка
 Мыльня́нка, или Сапона́рия (лат. Saponária) — род однолетних, двулетних и многолетних травянистых растений семейства Гвоздичные (Caryophyllaceae).
Название рода происходит от лат. sapo — «мыло», по способности корней образовывать пену.

## Ботаническое описание

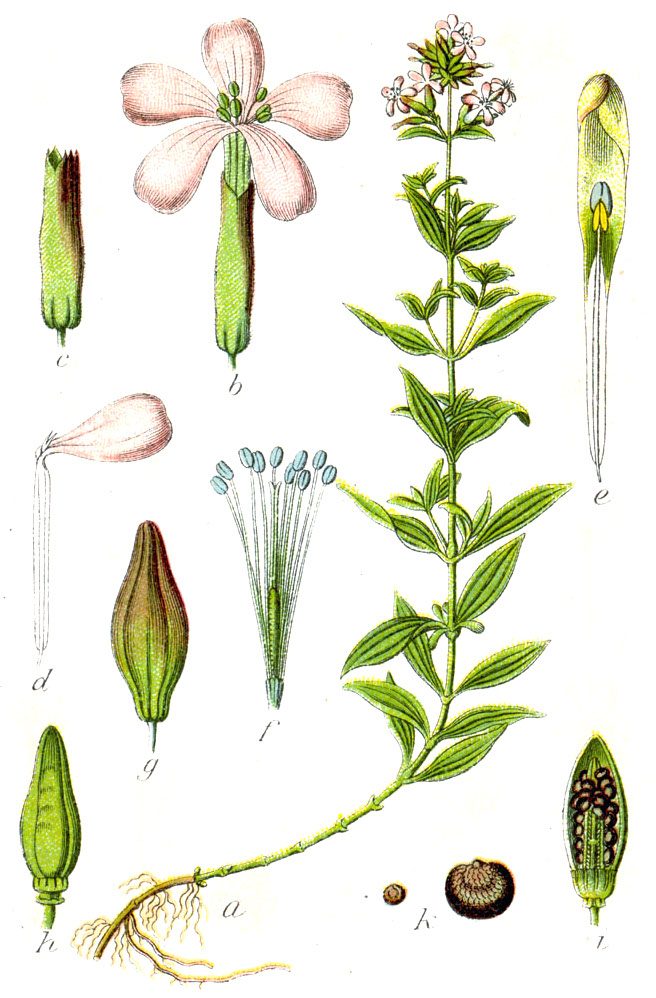
Мыльнянка лекарственная (Saponaria officinalis) — типовой вид рода.

Травянистые растения с цельнокрайными супротивно-сидячими листьями без прилистников.
Соцветие дихазиально-метельчатое. Цветки крупные белые или красные. Лепестков пять, обычно с длинными ноготками и с привенчиком (короной) у основания отгиба, цельнокрайные или лишь на верхушке выемчатые. Тычинок десять. Чашечка спайнолистная, трубчатая или колокольчатая, без острых рёбер и остистых листочков при основании, по отцветании не крылатая, стилодиев два. Околоцветник двойной, гипантия нет.
Плод — многосеменная коробочка, продолговатая, раскрывается четырьмя зубцами. Семена почти чёрные, мелко-тупобугорчатые.

## Распространение и экология
16 видов, распространённых в Евразии (особенно в Средиземноморье). На территории России произрастает около 10 видов, в Средней России один вид — Мыльнянка лекарственная (Saponaria officinalis), растущий у речных берегов многолетник с крупными корнями, высоким стеблем, ланцетовидными листьями.
В культуре 9 видов, из них в России встречается Мыльнянка базиликолистная (Saponaria ocymoides) — ползучий многолетник 10—15 см высотой с приподнимающимися сильноразветвлёнными стеблями и красноватыми, более мелкими (около 1 см в диаметре) цветками. Применяют в бордюрных посадках.

## Значение и применение
Растения применяют в декоративном цветоводстве для грунтовых посадок, каменистых горок, срезки.
Мыльнянка входит в группу растений, богатых сапонинами. Сырьё из корней подобных растений известно под названием «мыльный корень». В частности, из мыльнянки лекарственной получают «красный мыльный корень» (содержащий 13—15 % сапонинов; по др. данным, до 35 %). В пищевой промышленности мыльный корень используется для приготовления кондитерских изделий, в том числе восточных сладостей — белого рахат-лукума и халвы.

## Классификация

### Таксономия
Saponaria  L., 1753, Sp. Pl. : 408
Род Мыльнянка относится к семейству Гвоздичные (Caryophyllaceae) порядка Гвоздичноцветные (Caryophyllales). Кладограмма в соответствии с Системой APG IV по состоянию на декабрь 2023 года:
|  |                                      |  |                                   |                                   |                      |  | ещё 40 семейств |              |               |                                                            |
|  |                                      |  |                                   |                                   |                      |  |                 |              |               | 16 подтвержденных видов и 82 вида, ожидающих подтверждения |
|  |                                      |  |                                   | порядок Гвоздичноцветные          |                      |  |                 |              | род Мыльнянка |                                                            |
|  |                                      |  |                                   | порядок Гвоздичноцветные          |                      |  |                 |              | род Мыльнянка |                                                            |
|  | отдел Цветковые, или Покрытосеменные |  |                                   |                                   | семейство Гвоздичные |  |                 |              |               |                                                            |
|  | отдел Цветковые, или Покрытосеменные |  |                                   |                                   |                      |  |                 |              |               |                                                            |
|  |                                      |  | ещё 63 порядка цветковых растений | ещё 63 порядка цветковых растений |                      |  |                 | еще 97 родов | еще 97 родов  |                                                            |
|  |                                      |  |                                   | ещё 63 порядка цветковых растений |                      |  |                 |              | еще 97 родов  |                                                            |

### Виды
- Saponaria bellidifolia Sm.
- Saponaria caespitosa DC.
- Saponaria calabrica Guss.
- Saponaria chlorifolia Kunze
- Saponaria glutinosa M.Bieb.
- Saponaria gypsacea Vved.
- Saponaria lutea L.
- Saponaria ocymoides L. — Мыльнянка базиликолистная
- Saponaria officinalis L. typus — Мыльнянка лекарственная
- Saponaria orientalis L.
- Saponaria prostrata Willd.
- Saponaria pumilio Fenzl ex A.Braun
- Saponaria sicula Raf.
- Saponaria spathulifolia (Fenzl) Vved.
- Saponaria subrosularis Rech.f.